# 萩山町 (名古屋市)
萩山町（はぎやまちょう）は、愛知県名古屋市瑞穂区の地名。現行行政地名は萩山町1丁目から萩山町4丁目。住居表示未実施地域。

## 地理
名古屋市瑞穂区中央部に位置する。東は田辺通・師長町、西は汐路町、南は山下通、北は村上町に接する。

## 歴史

### 地名の由来
当地周辺の山に萩の木が茂っていたことによる。

### 沿革
- 1945年（昭和20年）9月26日 - 瑞穂区瑞穂町字赤塚・内山・中内田・下内田の各一部により、同区萩山町1〜4丁目として成立[1]。
- 1947年（昭和22年）12月15日 - 瑞穂区弥富町字狐塚の一部が3丁目に編入される[1]。
- 1966年（昭和41年）1月17日 - 瑞穂公園内の土地6600平方メートルの所有権に関する係争について、名古屋地方裁判所は名古屋市の敗訴とした[9]。この土地は瑞穂耕地整理組合と市が贈与契約を結んだものの、所有権の移転登記をしていなかった[9]。

## 世帯数と人口
2019年（平成31年）3月1日現在の世帯数と人口は以下の通りである。
| 町丁   | 世帯数  | 人口    |
| ------ | ------- | ------- |
| 萩山町 | 514世帯 | 1,275人 |

### 人口の変遷
国勢調査による人口の推移
| 1950年（昭和25年） | 436人   | [ 10 ] |  |
| 1955年（昭和30年） | 747人   | [ 10 ] |  |
| 1960年（昭和35年） | 406人   | [ 11 ] |  |
| 1965年（昭和40年） | 510人   | [ 11 ] |  |
| 1970年（昭和45年） | 1,806人 | [ 12 ] |  |
| 1975年（昭和50年） | 1,781人 | [ 12 ] |  |
| 1980年（昭和55年） | 1,694人 | [ 13 ] |  |
| 1985年（昭和60年） | 1,654人 | [ 13 ] |  |
| 1990年（平成2年）  | 1,560人 | [ 14 ] |  |
| 1995年（平成7年）  | 1,493人 | [ 15 ] |  |
| 2000年（平成12年） | 1,683人 | [ 16 ] |  |
| 2005年（平成17年） | 1,476人 | [ 17 ] |  |
| 2010年（平成22年） | 1,361人 | [ 18 ] |  |

## 学区
市立小・中学校に通う場合、学校等は以下の通りとなる。また、公立高等学校に通う場合の学区は以下の通りとなる。
| 番・番地等 | 小学校               | 中学校               | 高等学校 |
| ---------- | -------------------- | -------------------- | -------- |
| 全域       | 名古屋市立豊岡小学校 | 名古屋市立萩山中学校 | 尾張学区 |

## 施設
- 名古屋市瑞穂公園プール[7]
- パロマ瑞穂北陸上競技場（名古屋市瑞穂公園北陸上競技場[7]）
- 名古屋市衛生研究所[7]（移転）
- 名古屋市立栄養専門学院[7]（廃止）
- 浄土宗瑞宝寺[7]

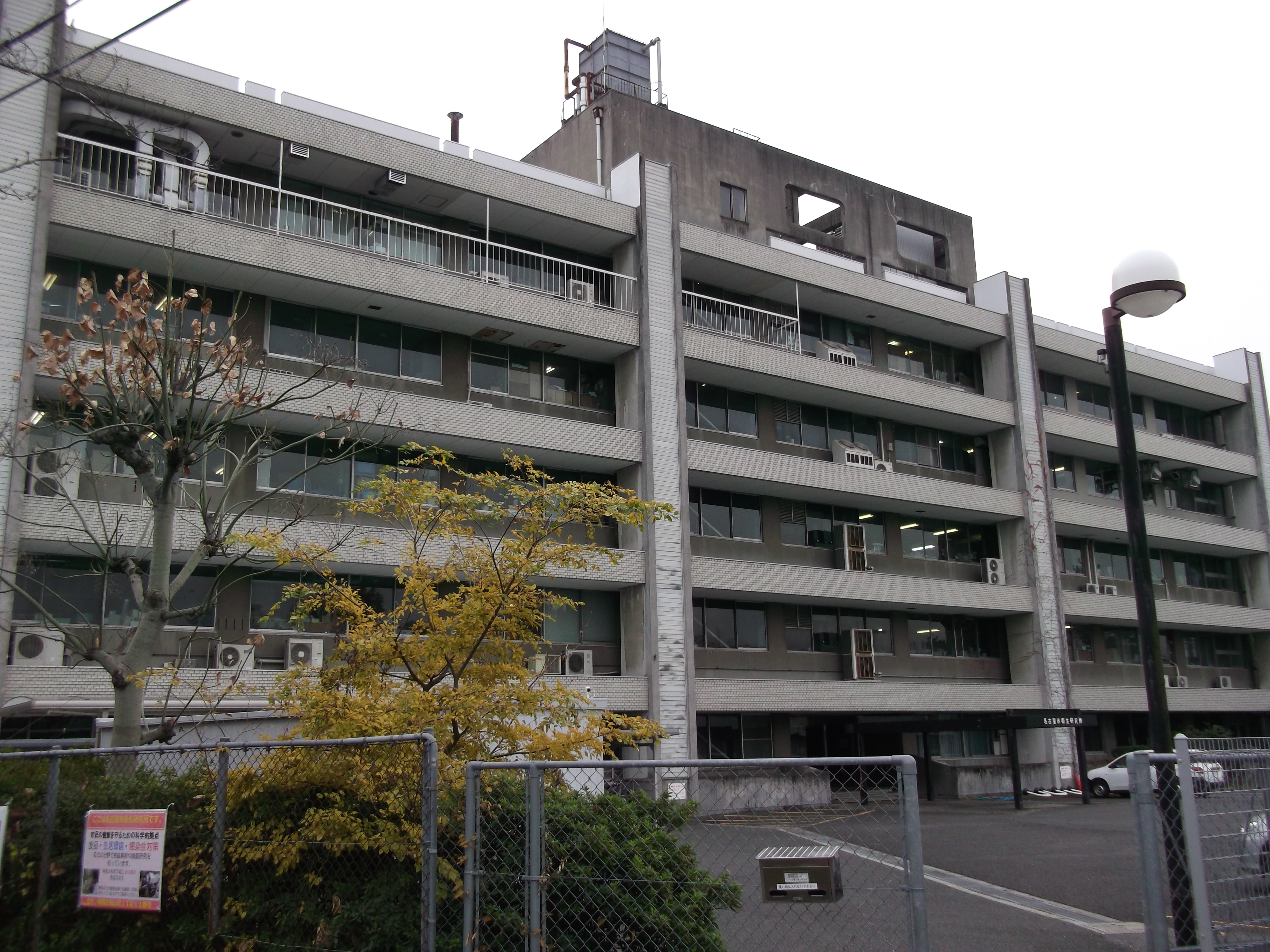
名古屋市衛生研究所（2013年）

## 史蹟
- 大曲輪貝塚[8]
- 下内田貝塚[8]
- 瑞穂古墳群[8]

## その他

### 日本郵便
- 郵便番号 : 467-0011[4]（集配局：瑞穂郵便局[21]）。